# برزو آمیغی

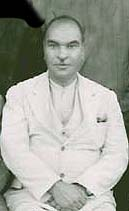
ميرزا برزو آميغي

برزو آمیغی، معروف به "میز برزو " یا "آمیز برزو"، از سال ١٣١٤ تا سال ١٣٤٦ شمسي مدیر دبیرستان ایرانشهر کرمان بود.
او در سال ۱۲۷۱ خورشیدی در کرمان به دنیا آمد.  پدر او مرزبان نام داشت. او پس از گذراندن دوران کودکی وتحصیلات ابتدایی همراه خانواده به هندوستان سفرکرد. در سال ۱۲۹۸ به کرمان بازگشت. شهرت وی به خاطر مدیریت طولانی مدت او بر دبیرستان ایرانشهر کرمان بوده‌است. میرزا برزو در بین دانش آموزان به دقت، سخت‌گیری و جدیت شهرت داشت. دبیرستان ایرانشهر کرمان در مدت خدمت نامبرده به عنوان یکی از بهترین و خوشنام‌ترین مراکز فرهنگی کرمان و ایران شهرت داشته‌است.  عده‌ای از شاگردان او در ایران و خارج از ایران به مدارج علمی بالا و مقام وزارت رسیدند. دکتر محمود روح الامینی، محمد دهش و پرویز شهریاری از شاگردان او بوده‌اند.
میرزا برزو در هفتم مرداد ماه سال ۱۳۴۸ دیده از جهان فرو بست.
امروز در شهر کرمان خیابانی که دبیرستان ایرانشهر و آتشکده زرتشتیان کرمان در آن قرار دارد به نام وی نامگذاری شده‌است.
یکی از شاعران کرمانی به نام توران شهریاری در مورد آمیغی شعری سروده است که با این ابیات آغاز می‌شود:
| برزوی آمیغی مدیری کاردان بود  |  | هم خادم فرهنگ و هم پاکیزه جان بود |
| آن مرد فرهنگی به یمن عشق پاکش |  | بی شک مدیر لایقی در آن زمان بود   |